# Henriette Vandaelen
Hendrika Maria (Henriette) Vandaelen (Brussel, 9 december 1898 - onbekend) was een Belgische atlete, die gespecialiseerd was in het hordelopen. Ze behaalde vijf Belgische titels. Ze speelde ook voetbal.

## Biografie
Vandaelen begon haar sportieve carrière als gymnaste. Haar eerste prestaties in de atletiek was in 1921 toen voor het eerste onderdelen voor vrouwen werden opgenomen bij de nationale kampioenschappen. Ze werd tweede in de 80 meter sprint en won de bronze medaille bij het hoogspringen. Ze eindigde ook op de tweede plaats op het eerste Belgische kampioenschap veldlopen in 1921. Ze was dat jaar ook de eerste Belgische recordhoudster in het hoogspringen met 1,26 m en het discuswerpen. Het jaar nadien verbeterde ze ook het Belgische record verspringen naar 3,83 m en was ze de eerste Belgische kampioene in het discuswerpen en de 83 m horden.
Vandaelen specialiseerde zich op de 83 m horden. Op dat nummer bracht ze het Belgisch record naar 13,8 s en behaalde ze nog drie bijkomende Belgische titels.
In 1928 werd Vandaelen met Atalante kampioen van België voetbal.

### Clubs
Vandaelen was voor atletiek eerst aangesloten bij Brussels Femina Club en Olympic Femina Club Sint-Gillis. Ze stapte over naar Atalante. Bij die club was ze in het voetbal ook actief als doelvrouw.

## Belgische kampioenschappen

### atletiek
| Onderdeel    | Jaar                   |
| ------------ | ---------------------- |
| 83 m horden  | 1922, 1923, 1924, 1926 |
| discuswerpen | 1922                   |

### voetbal
- 1928: Belgisch kampioene met Atalante.

## Palmares

### 80 m
- 1921:  BK AC
- 1927:  BK AC

### 300 m
- 1921:  BK AC

### 83 m horden
- 1922:  BK AC – 14,0 s (NR)
- 1923:  BK AC – 14,0 s
- 1924:  BK AC – 14,8 s
- 1925:  BK AC
- 1926:  BK AC – 14,4 s

### discuswerpen
- 1922:  BK AC – 20,80 m

### hoogspringen
- 1921:  BK AC – 1,20 m

### veldlopen
- 1921:  BK AC in Bosvoorde.